# Église Notre-Dame de Marle
L'église Notre-Dame de Marle est une église située à Marle, dans le département de l'Aisne, en France.

## Description

### Galerie

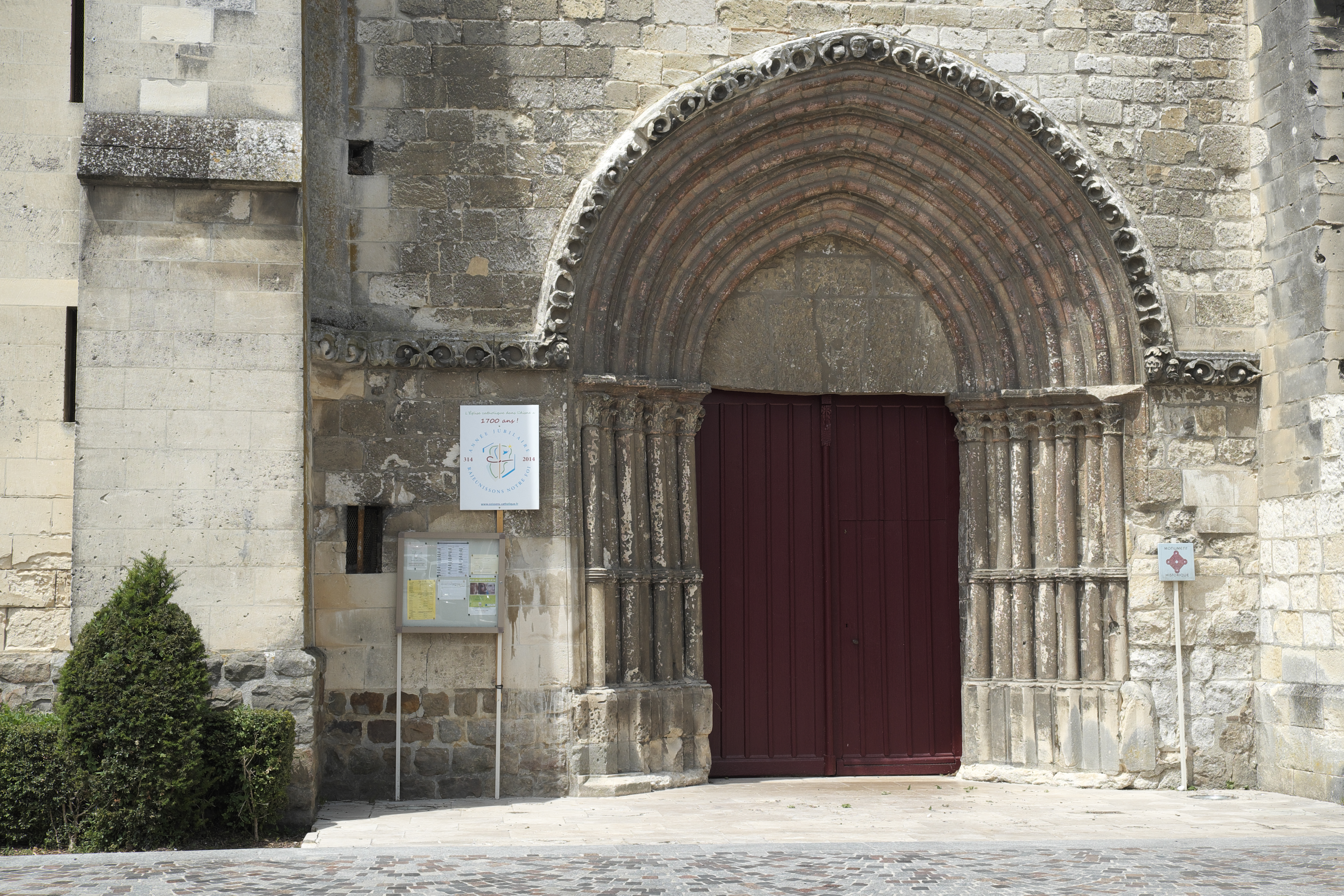
Le portail.
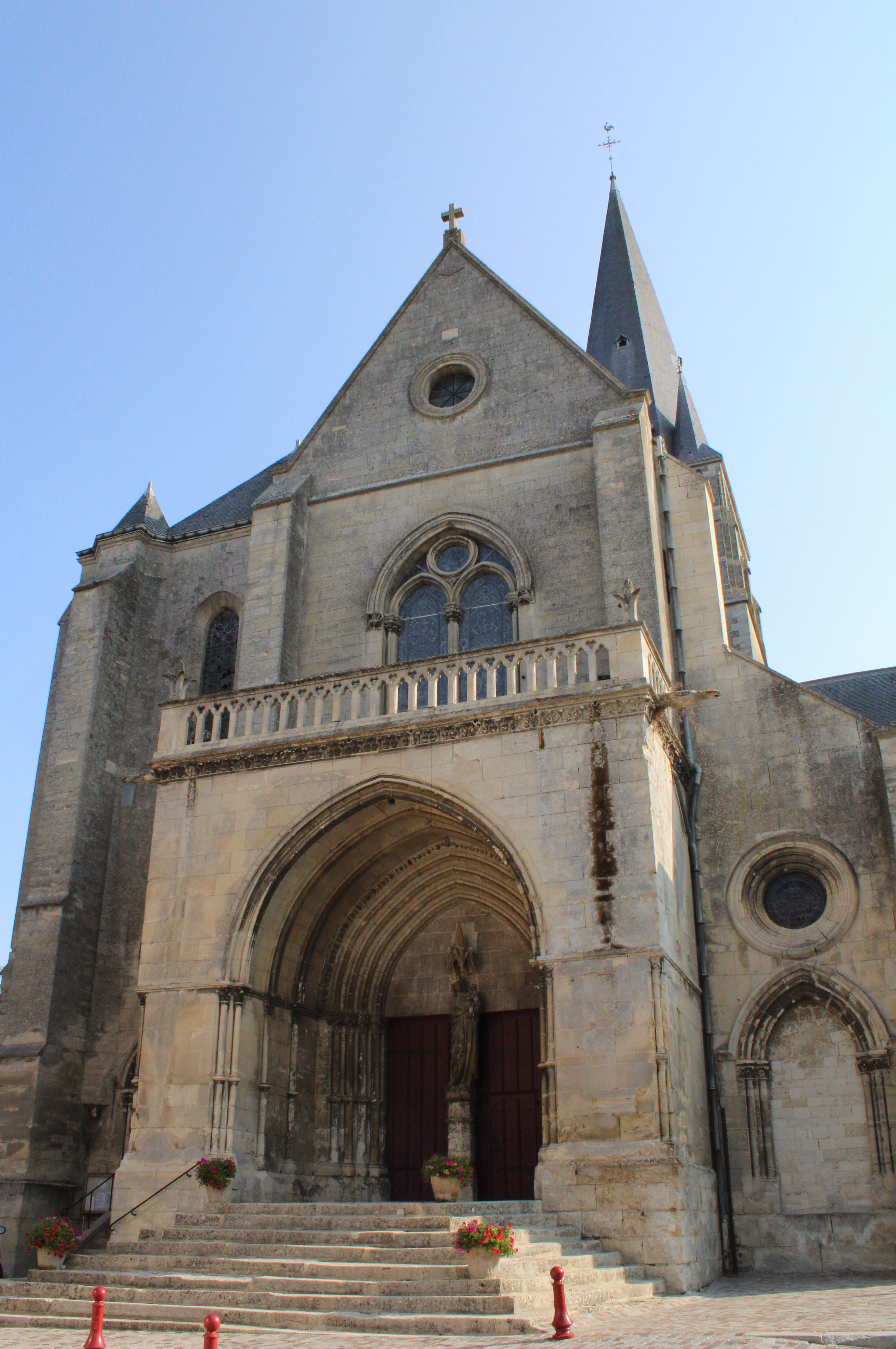
La façade de l'église.
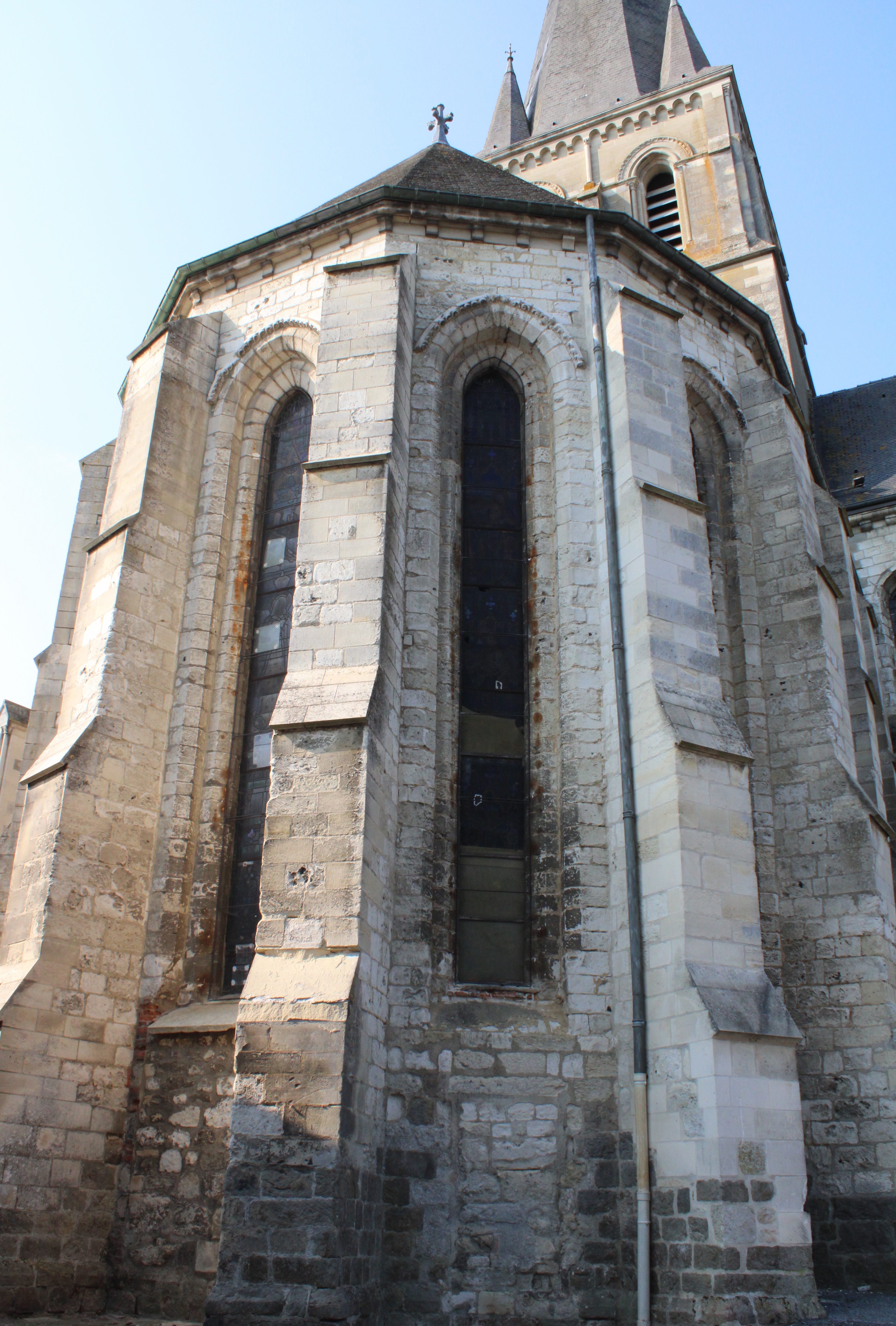
Le chevet
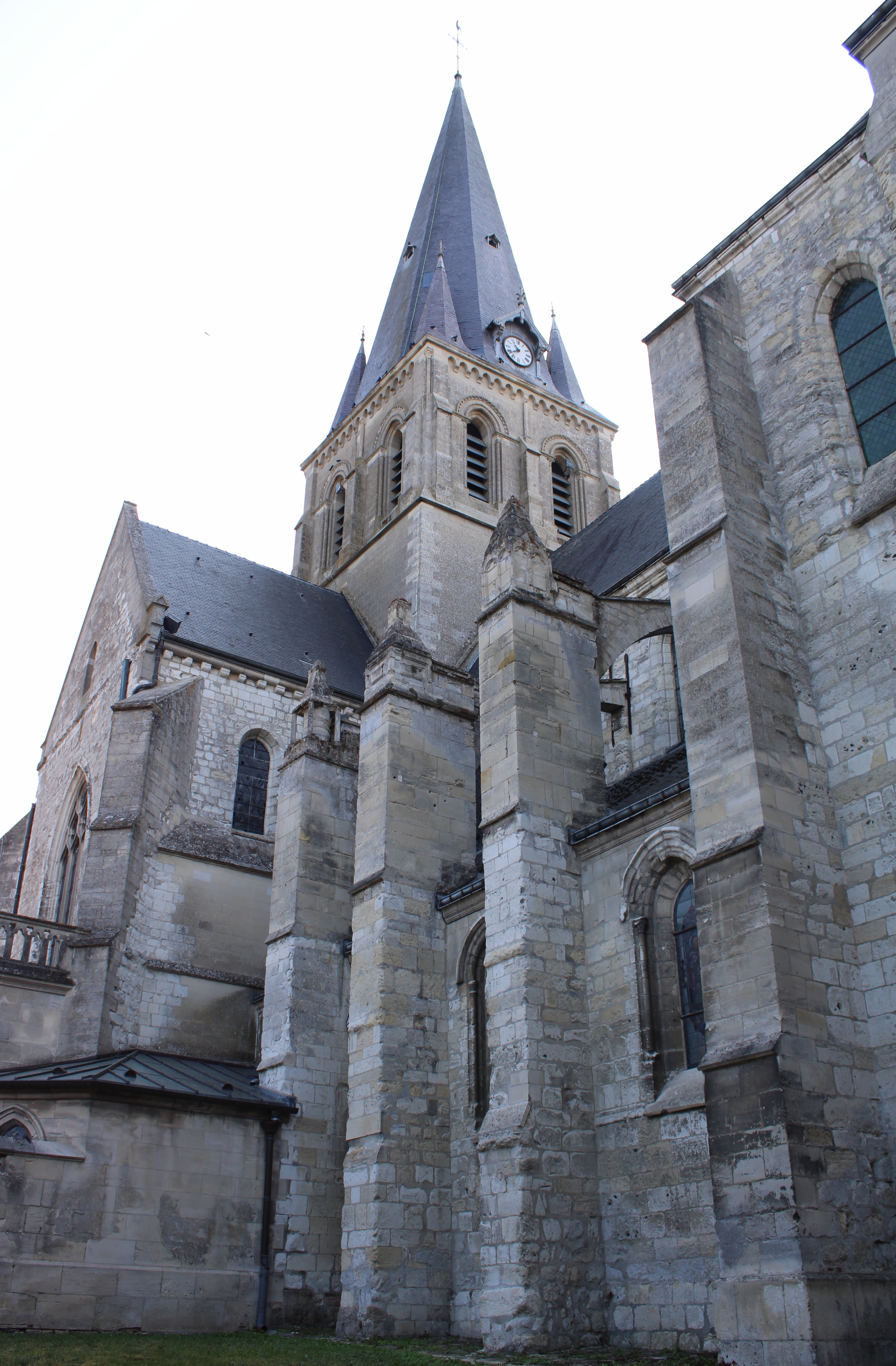
Le clocher.

### Galerie: intérieur de l'église

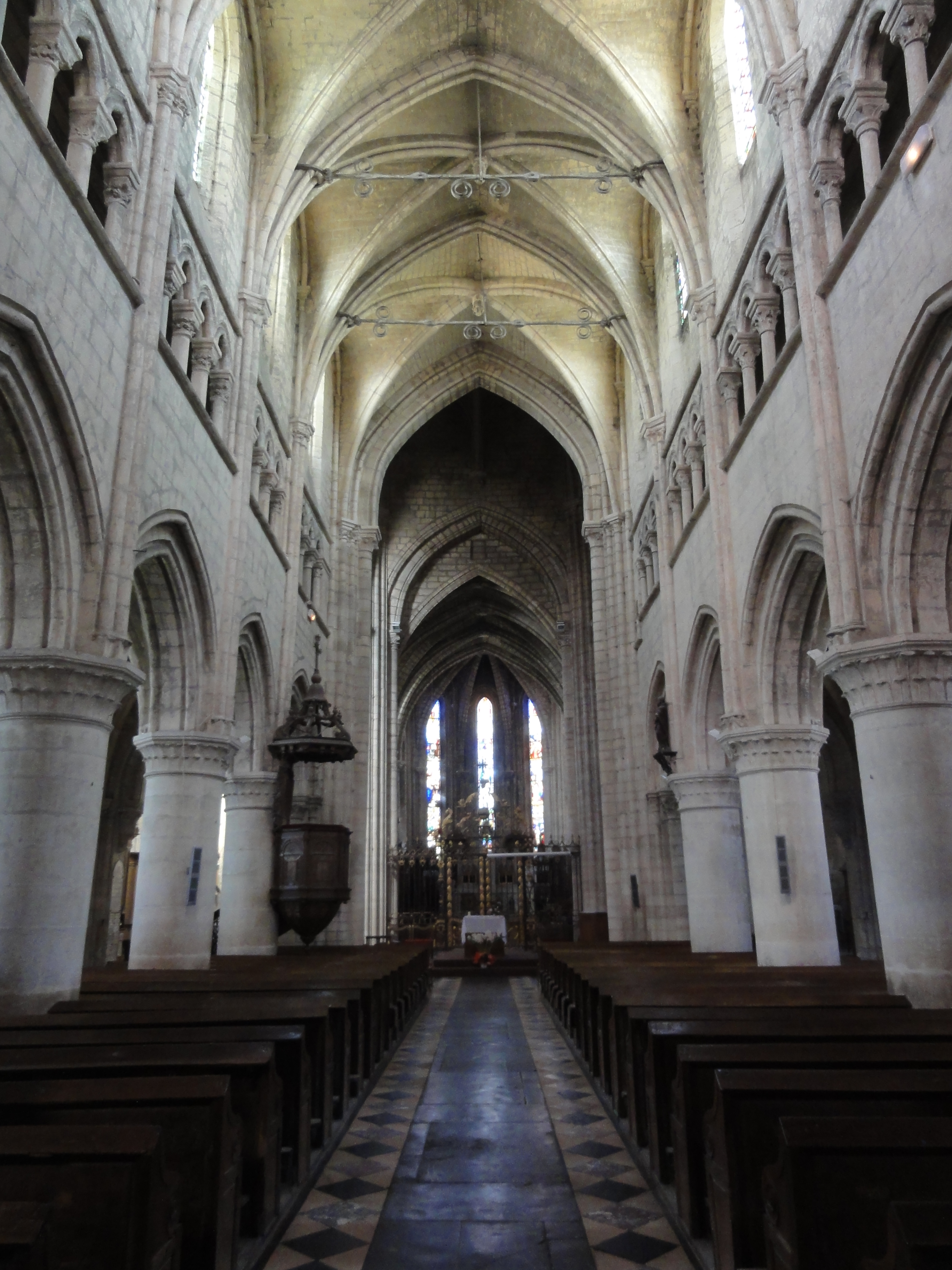
La nef.
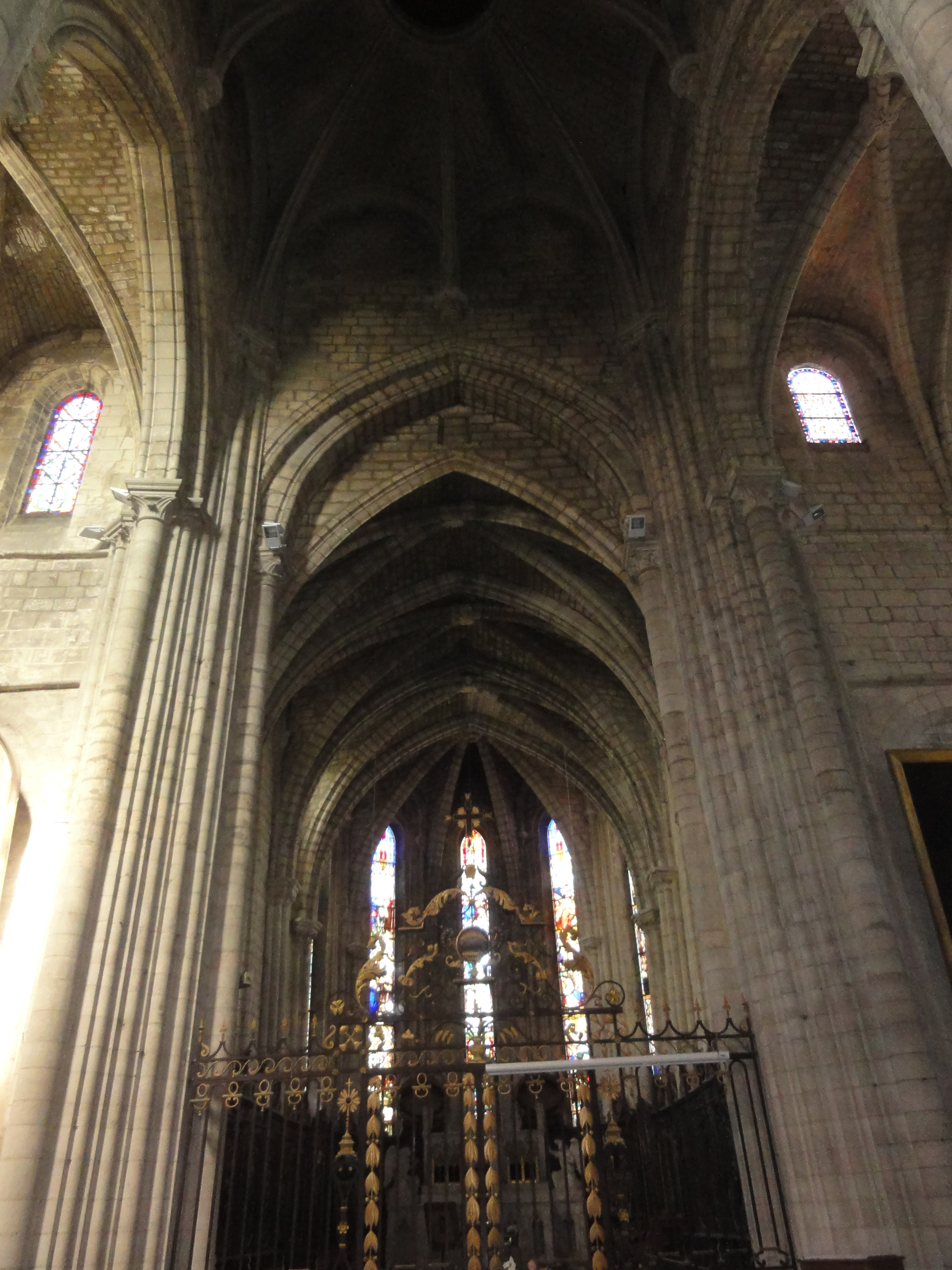
Les piliers supportant le clocher.
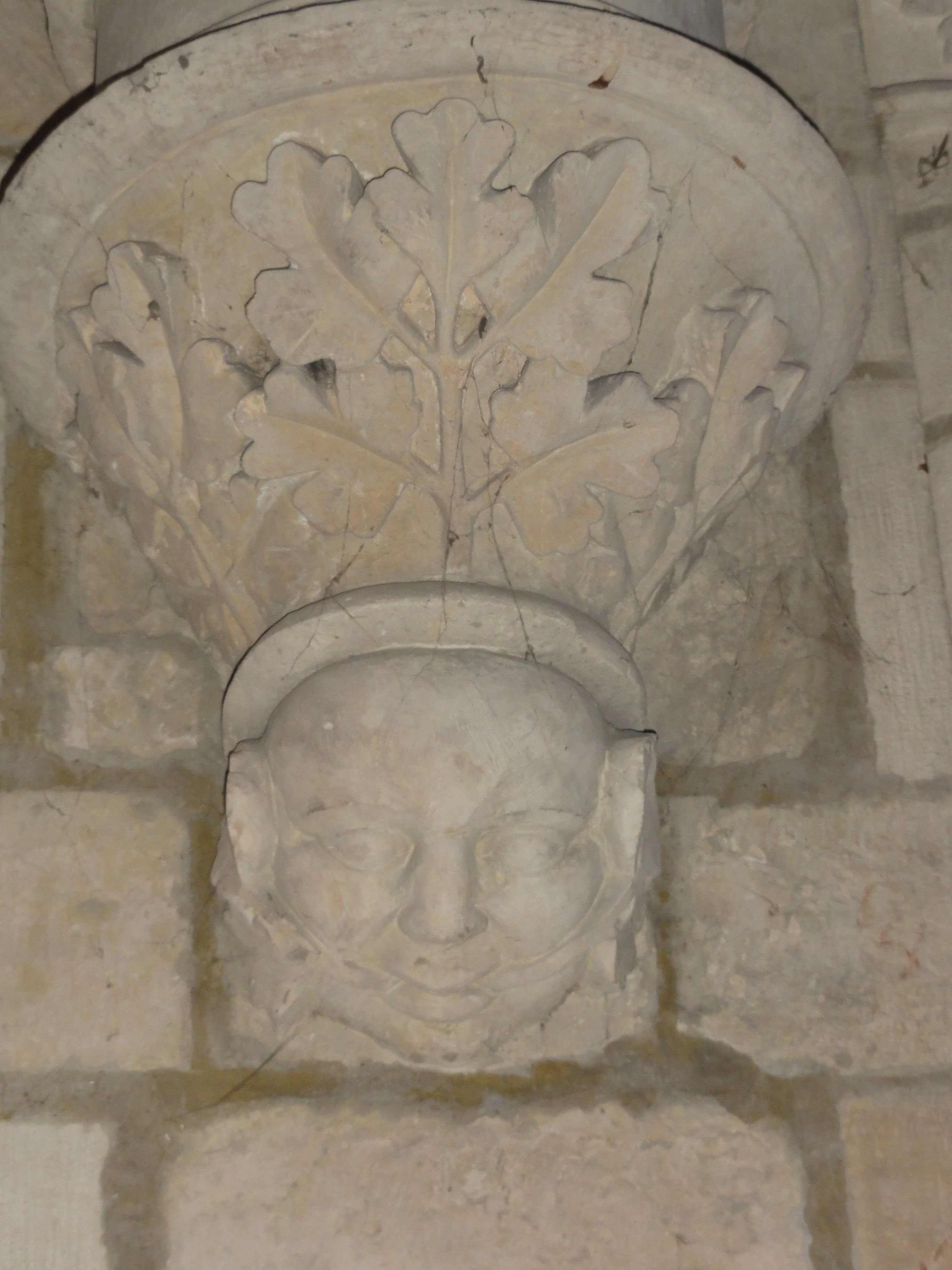
Un cul de lampe sculpté.
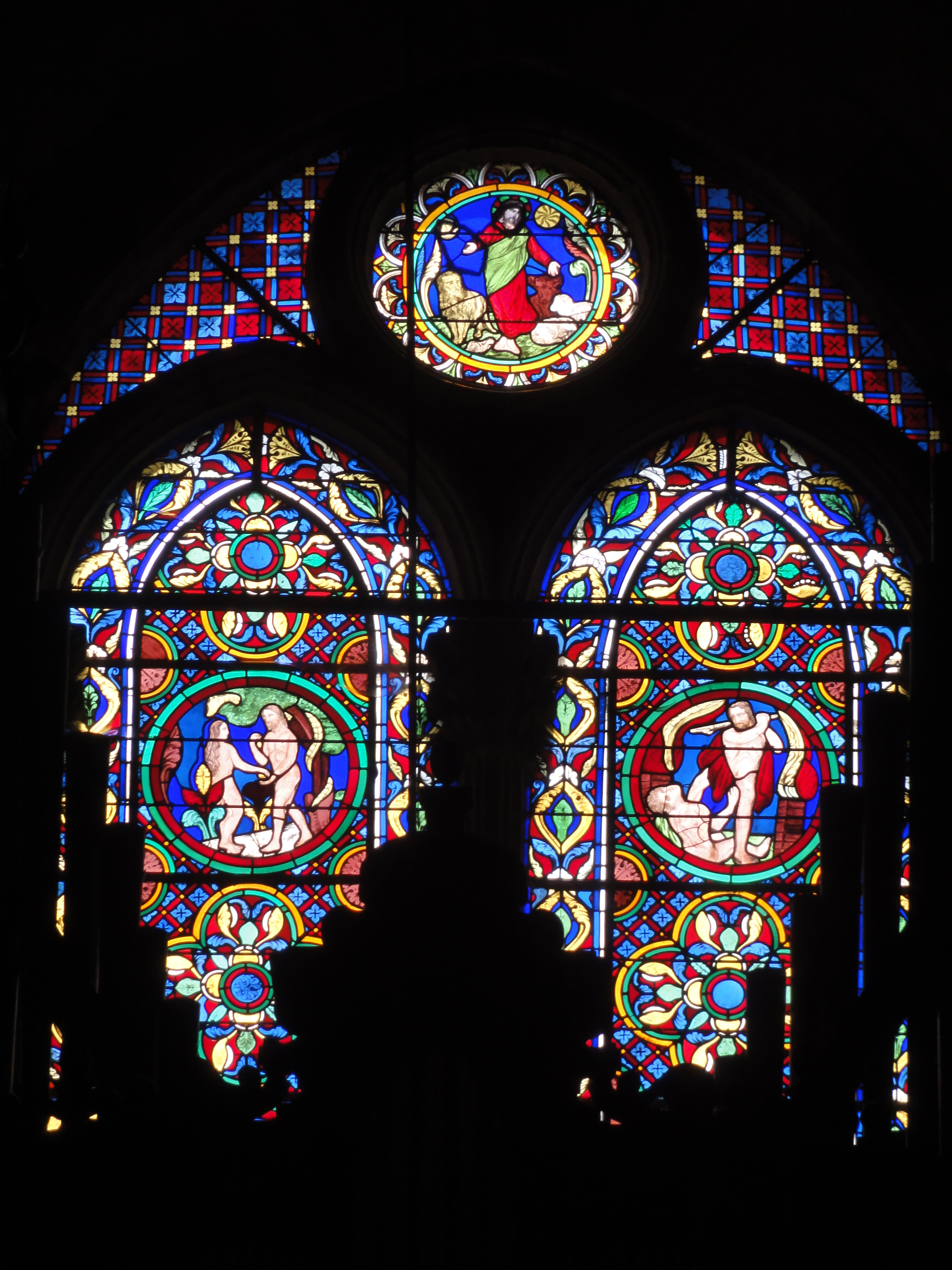
Vitrail Adam et Ève, Caïn et Abel

## Les cloches

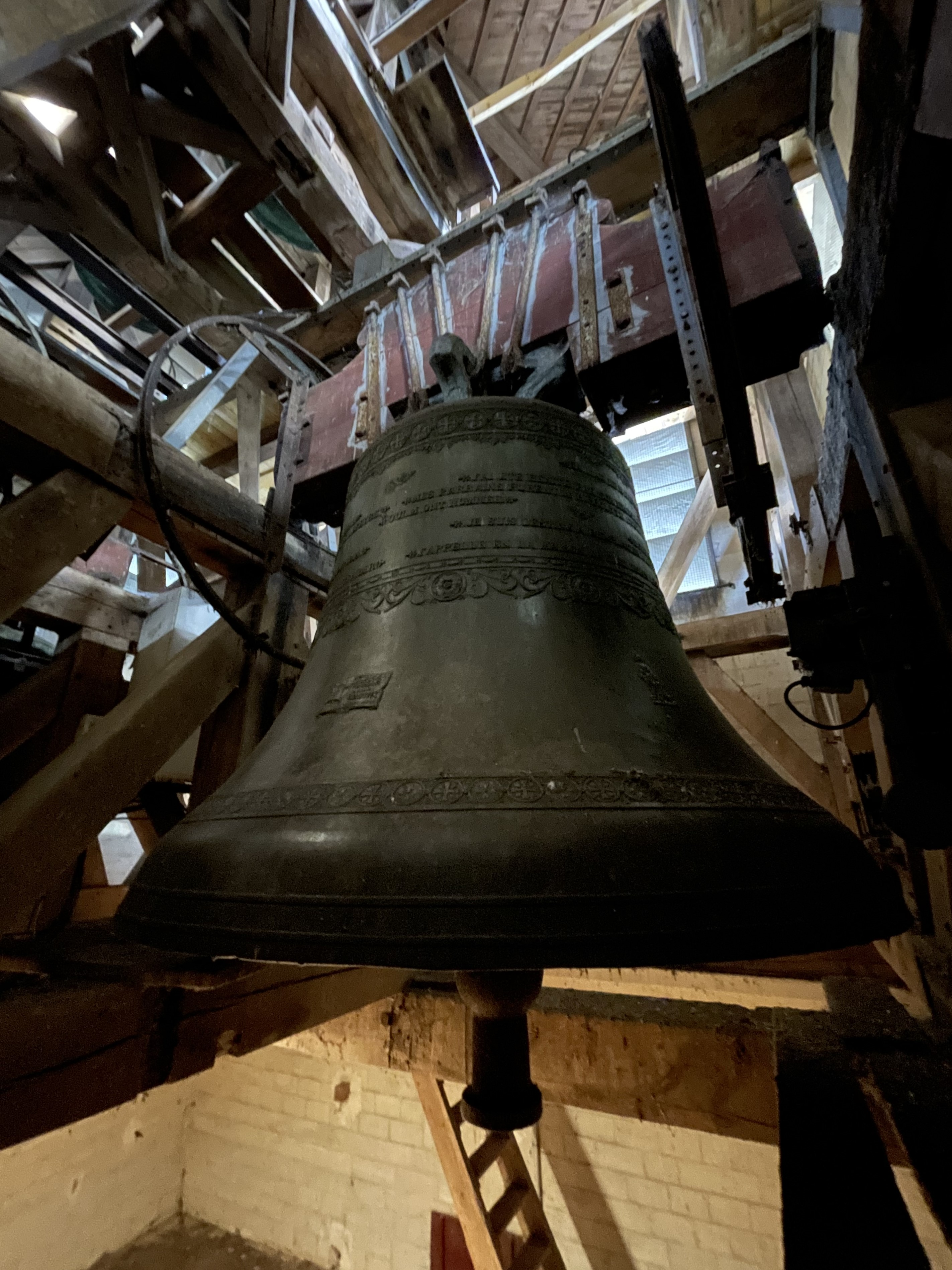
Le bourdon de l'Église de Marle

Le 1er juillet 1917, les cloches fondues en 1880 par Paul Drouot sont enlevées par les Allemands. Elles subissent le sort également destiné aux autres églises de l'Aisne mais aussi des départements limitrophes de celui-ci pendant la Première Guerre mondiale. Cinq cloches installées dans le clocher depuis 37 ans faisaient la fierté des Marlois par leur qualité sonore. 
Cinq ans plus tard, le 16 Juillet 1922, quatre cloches rejoignent l'église. Elles sont l'œuvre du fondeur Charles Wauthy de Douai (Sin-le-Noble). Elles sont destinées à remplacer leurs sœurs, volées par les Allemands cinq ans auparavant. Elles ont pour nom Marie-Victorine-Thérèse, Marie-Alphonsine-Antoinette, Charlotte-Valentine-Émilie et Marie-Joseph-Jeanne, sonnent le Do, Ré, Mi et La de la troisième octave et pèsent 2 060 kg, 1 500 kg, 1 050 kg et 430 kg.
En 1936, deux nouvelles cloches du même fondeur à Douai (Sin-le-Noble) viennent compléter l'ensemble campanaire de l'édifice. 
Le bourdon qui est la cloche la plus grave de la sonnerie est nommé Marie-Geneviève-Héloïse-Louise, pèse 3 500 kg et sonne le La de la deuxième octave. Plus petite, l'autre cloche nommée Jeanne-Margueritte-Marie pèse 730 kg et sonne le Fa dièse de la troisième octave. 
En 1940, la cloche baptisée Marie-Victorine-Thérèse se fêle et est descendue pour partir à la refonte le 28 juillet 1955.
Le 16 octobre 1955, une nouvelle cloche s'installe dans le clocher de l'église. Fondue par Armand Blanchet à Bagnolet, elle est destinée à remplacer sa sœur Marie-Victorine-Thérèse fêlée en l'an 1940. Elle est nommée Marie-Thérèse-Lucienne-Patricia et sonne le Do dièse de la troisième octave..

## Historique et Localisation

### Construction
L'église Notre-Dame de Marle est construite du XIIe siècle au XIVe siècle.  Selon Jacques Chaurand, son édification peut être datée de la première moitié du XIIIe siècle.
Le monument est classé au titre des monuments historiques en 1846.

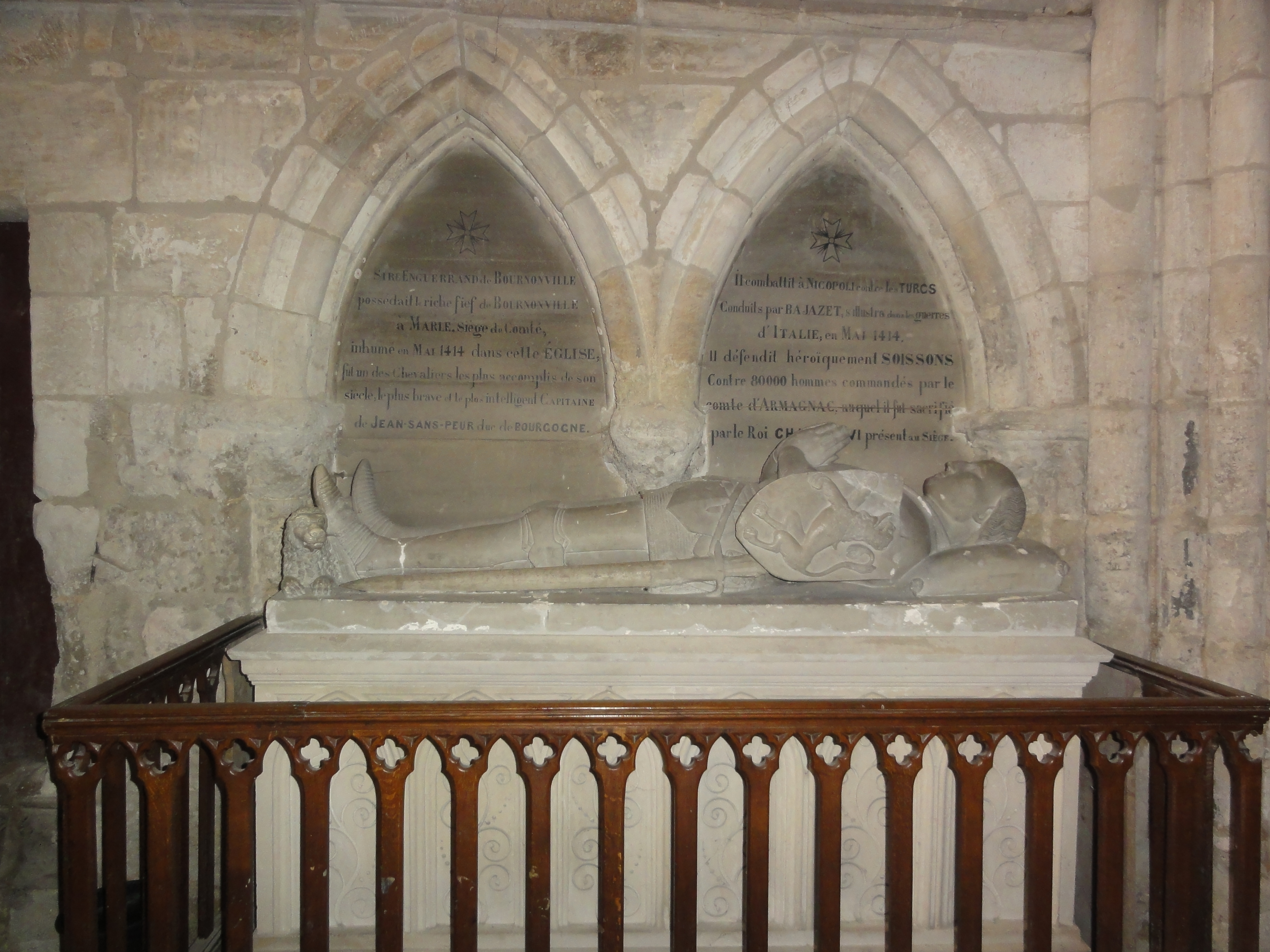
Tombeau faussement attribué à Enguerrand de Bournonville. La tombe originelle était plutôt celle de son fils Antoine de Bournonville.

### Confusion autour du tombeau d'Enguerrand de Bournonville
Dans le bas-côté nord de l'église de Marle, un tombeau avec un gisant est présenté comme étant celui d'Enguerrand de Bournonville. Il est classé monument historique, comme l'ensemble de l'église.
Originellement placé dans une chapelle latérale du bras sud du transept, qui semble avoir été couramment appelée chapelle de Bournonville, le tombeau est déplacé et presque totalement reconstitué vers 1850. En effet, l'original, dont il ne reste quasiment plus rien actuellement, est alors très mutilé. La tombe originelle est fouillée en 1867 sous la direction de l'abbé Palant et on y trouve un corps, identifié à Enguerrand de Bournonville. Les fouilleurs croient voir que la tête en est détachée. 
En fait, il est prouvé par un document de 1634 que cette tombe n'était pas celle d'Enguerrand de Bournonville, mais celle de son fils Antoine, mort en 1480. Ensuite, le souvenir de ce dernier se perd et, au XIXe siècle, le nom de Bournonville ne fait plus référence qu'à Enguerrand. Quant au corps d'Enguerrand de Bournonville, une note d'un manuscrit généalogique du XVIIe siècle montre qu'il a été enseveli en novembre 1414 dans l'église Saint-Médard de Soissons, dont il ne reste plus rien.